# Eve (Ufomammut)
Eve è il sesto album del gruppo musicale italiano Ufomammut, pubblicato nel 2010.

## Tracce
1. Eve, pt. I – 14:02
2. Eve, pt. II – 9:45
3. Eve, pt. III – 3:04
4. Eve, pt. IV – 4:06
5. Eve, pt. V – 13:44

## Formazione
- Poia - chitarre ed effetti
- Urlo - basso, voce e sintetizzatore
- Vita - batteria